# Aidia rubens
Aidia rubens là một loài thực vật có hoa trong họ Thiến thảo. Loài này được (Hiern) G.Taylor mô tả khoa học đầu tiên năm 1944.